# Nathan Fellows Dixon (Politiker, 1774)
Nathan Fellows Dixon (* 13. Dezember 1774 in Plainfield, Colony of Connecticut; † 29. Januar 1842 in Washington D.C.) war ein US-amerikanischer Politiker der Whig Party, der den Bundesstaat Rhode Island im US-Senat vertrat.
Dixon besuchte zunächst eine Privatschule in seinem Heimatort, die Plainfield Academy, ehe er 1799 seinen Abschluss am College of Rhode Island in Providence, der heutigen Brown University, machte. Er studierte die Rechtswissenschaften, wurde 1801 in die Anwaltskammer aufgenommen und praktizierte danach als Jurist im New London County in Connecticut. 1802 setzte er seine Anwaltslaufbahn in Westerly in Rhode Island fort, wo er auch ins Bankgewerbe einstieg. Von 1829 bis zu seinem Tod war er dort Präsident der Washington Bank.
Dixon, der in der Staatsmiliz im Rang eines Colonel diente, zog 1813 erstmals als Abgeordneter ins Repräsentantenhaus von Rhode Island ein; eine weitere Sitzungsperiode absolvierte er dort im Jahr 1830. Schließlich repräsentierte er seinen Staat ab dem 4. März 1839 im US-Senat in Washington; dort war er unter anderem Ausschussvorsitzender des Committee on Revolutionary Claims. Er starb während seiner Amtszeit im Januar 1842 und wurde in Westerly beigesetzt.
Sein gleichnamiger Sohn saß für Rhode Island insgesamt zehn Jahre lang im US-Repräsentantenhaus; dessen Sohn wiederum, der ebenfalls den Namen Nathan Fellows Dixon trug, trat in die Fußstapfen seines Großvaters und war von 1889 bis 1895 US-Senator.